# Kluky (Ukraina)
Kluky (ukr. Клюки) – wieś na Ukrainie, w obwodzie kijowskim, w rejonie białocerkiewskim, w hromadzie Tetyjów. W 2001 liczyła 691 mieszkańców, spośród których 685 wskazało jako ojczysty język ukraiński, a 6 rosyjski.